# Werner Pfitzenmeier
Werner Pfitzenmeier (* 1920 od. 1921; † 1944) war ein deutscher Turner aus Oftersheim. Pfitzenmeier turnte für den Turnverein 1846 Mannheim.

## Leben und Karriere
Pfitzenmeier war der Sohn von Hermann Pfitzenmeier. Sein Großvater war Jakob Pfitzenmeier, Metzgermeister und Wirt des Gasthauses „Zum Adler“ in Oftersheim, in dem sich die Dorfjugend in dafür einem bereitgestellten Nebenraum mit Turn- und Sportgeräten auch zum Turnen traf, darunter auch der erfolgreiche Turner Fritz Kurz.
Werner Pfitzenmeier gehörte in den 1940er Jahren zur Spitzenklasse der deutschen Turner und war mit dem späteren Olympiasieger Helmut Bantz befreundet als dessen stärkster Rivale er galt. Pfitzenmeier wurde als 18-Jähriger im August 1939 in die Reichskernmannschaft der Turner aufgenommen und nahm regelmäßig an den Schulungen der Deutschlandriege teil.
Bei der badischen Gaumeisterschaft 1939 in Wiesloch wurde er bester Einzelturner.
1940 war er bereits in die nordbadische Gaumannschaft eingereiht und wenig später in die badische Gaumannschaft, die am 22. März 1940 in der Deutschen Mannschaftsmeisterschaft in Krefeld gegen Württemberg und Niederrhein turnte.
Er wurde sowohl 1939 als auch 1942 deutscher Juniorenmeister. 1941 konnte er an den deutschen Jugendmeisterschaften in Kassel nicht teilnehmen, obwohl ihm gute Chancen auf eine vordere Platzierung eingeräumt worden waren.
1942 wurde er sechster bei den Deutschen Kampfspielen in Nürnberg. 1942 wurde er in die Deutschlandriege eingegliedert.
Beim Ausscheidungsturnen Mitte November 1942 in Dresden für den Dreiländerkampf zwischen Deutschland, Italien und Ungarn wurde Pfitzenmeier zweiter hinter Kurt Krötzsch.
1944 fand er als Fallschirmjäger den Tod bei einem Absturz der Maschine in der Nähe von Paris auf dem Weg zur Front nur wenige Tage vor den Deutschen Turnmeisterschaften im Mai 1944, an denen auch er teilnehmen hätte sollen. Sein Leichnam wurde auf dem Soldatenfriedhof in Lyon beigesetzt. Später ließ sein Vater die Leiche in die Heimat überführen.
Sein 1959 geborener gleichnamiger Großneffe gründete 1978 das Schwetzinger Fitnessunternehmen Pfitzenmeier.